# Dhekelia
Dhekelia (Dhekelia Sovereign Base Area) – brytyjska baza wojskowa w południowo-wschodniej części Cypru, między Larnaką a Famagustą, będąca częścią terytorium zamorskiego Akrotiri i Dhekelia. Stacjonuje tu garnizon liczący ok. 2200 żołnierzy. Ośrodek administracyjny mieści się w Episkopi (jest wspólny dla Akrotiri i Dhekelii). Utworzona w 1960 roku na podstawie „traktatu dotyczącego ustanowienia Republiki Cypryjskiej” (ang. „Treaty concerning the establishment of the Republic of Cyprus”), podpisanego przez Wielką Brytanię, Grecję, Turcję i Cypr.
Terytorium suwerennych baz Akrotiri i Dhekelii jest zarządzane przez administratora mianowanego przez brytyjskiego monarchę, który jest jednocześnie dowódcą wojsk brytyjskich na Cyprze.